# روژدستونکا (استان بلگورود)
روژدستونکا (انگلیسی: Rozhdestvenka, Belgorod Oblast) یک شهرک در بخش گرایفسکی استان بلگورود کشور روسیه است.